# Distrito Escolar Independiente de Ysleta
El Distrito Escolar Independiente de Ysleta (Ysleta Independent School District o YISD en inglés) es el distrito escolar del estado de Texas, Estados Unidos. Su sede está en El Paso.

## Escuelas

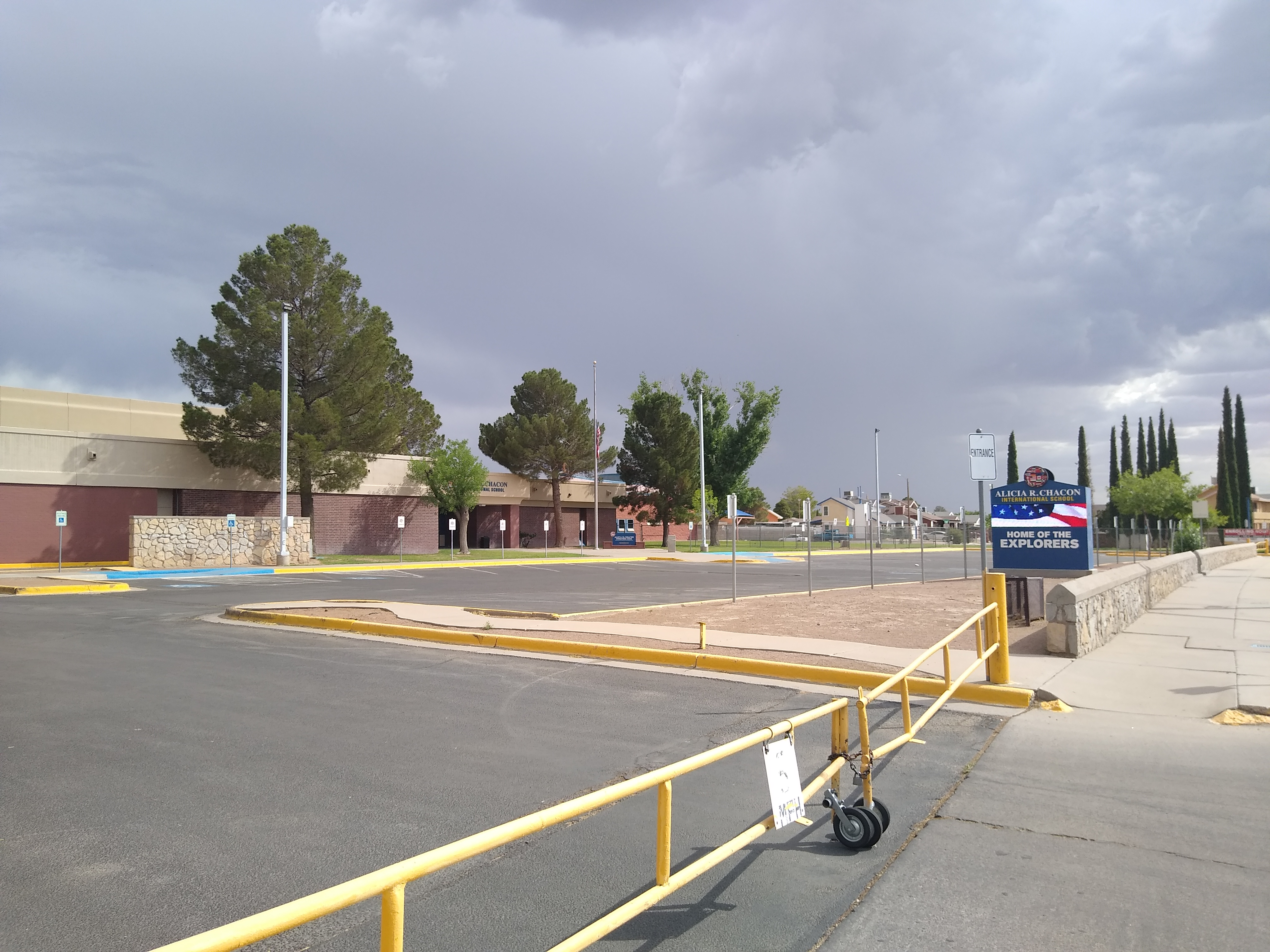
Escuela Internacional Alicia R. Chacón

### Escuelas preparatorias
- Bel Air High School
- Del Valle High School
- Eastwood High School
- J. M. Hanks High School
- Parkland High School
- Riverside High School
- Ysleta High School

### Escuelas K-8
- Escuela Internacional Alicia R. Chacón